# Sloboda
Pour les articles homonymes, voir Sloboda (homonymie).
Une sloboda (en russe : слобода) désigne un type d'implantation humaine appartenant à l'histoire de la Russie, de la Biélorussie et de l'Ukraine. Le nom est dérivé du mot signifiant « liberté » en ancien slave et peut-être approximativement traduit par « colonie libre ».
Le Dictionnaire Ouchakov, dictionnaire raisonné de la langue russe, définit la sloboda comme un grand village jusqu'à l'abolition du  servage en 1861, mais qui a dans sa population des citoyens non serf, qui sont libres et pratiquent le commerce et l'artisanat.
Le statut de la sloboda a varié selon les époques et les régions. Au début les colons d'une sloboda étaient exemptés d'impôts et d'autres prélèvements pour divers motifs. De nombreuses slobodas virent le jour sur des terres nouvellement colonisées, notamment par les cosaques, l'exemption d'impôts jouant le rôle d'incitation à la colonisation. Certaines slobodas pouvaient faire partie des villes. La Sloboda d'Alexandrov non loin de Moscou où Ivan le Terrible s'installa avec sa cour en 1564 en est un exemple en Russie.
Dans la première moitié du XVIIIe siècle, le privilège fiscal fut aboli, et les slobodas devinrent des villages ordinaires, des shtetls (réservés aux Juifs), des quartiers d’une ville ou des banlieues.
À l'heure actuelle, on appelle sloboda un grand village, où existent  plus d'une église, un marché ou des endroits réservés aux foires. Ce peut être également une ville industrielle, un village où existent des usines et où les paysans sont devenus ouvriers et ne labourent plus beaucoup les terres.
L'appellation de sloboda a été conservée dans les noms de plusieurs villages ou quartiers. On trouve aussi les formes « Slobodka » (diminutif), « Slabodka », « Slobidka » (en ukrainien).
On trouve des localités comparables en Valachie et en Moldavie, sous les noms de slobozie ou de slobozia.

## Source
- (en) Cet article est partiellement ou en totalité issu de l’article de Wikipédia en anglais intitulé « Sloboda » (voir la liste des auteurs).